# I See You (film, 2006)
Pour les articles homonymes, voir I See You.
Pour plus de détails, voir Fiche technique et Distribution.
I See You est un film indien de Bollywood réalisé par Vivek Agrawal sorti en 2006. Il est produit par Arjun Rampal et sa femme Mehr Jesia grâce à la société de production Chasing Ganesha Films. Le film est entièrement tourné à  Londres et s'inspire d'un film en malayalam (Vismayathumbathu, 2004 de Fazil) et d'un autre d'Hollywood Just Like Heaven, 2005 de Mark Waters).

## Synopsis
Raj Jaiswal est l'animateur de télévision de son propre talk-show et aussi un coureur de jupons. Il promet à chaque femme avec qui il flirte de l'épouser, toutefois il a juré secrètement de rester célibataire pour toujours. Un jour, il rencontre une femme mystérieuse, Shivani Dutt. Elle prétend que l'appartement de Raj est en fait le sien. Raj tombe amoureux d'elle. Toutefois, il s'avère qu'il est le seul qui puisse la voir et la toucher. Pour tout le monde c'est comme s'il se parle à lui-même. Ses amis disent que Raj se laisse aller, mais Raj refuse, car il est tombé amoureux de la femme fantôme. Il découvre que Shivani est en fait dans le coma à l'hôpital, et les machines qui la retiennent en vie sont sur le point d'être coupées. Raj décide de la sauver, il l'emmène à son appartement pour s'occuper d'elle. Le médecin de Shivani veut la tuer, car elle est témoin d'une opération illégale d'un rein retiré à un homme. Shivani admet finalement qu'elle est tombée amoureuse de Raj, mais l'inspecteur Smith est sur sa piste et finit par trouver Shivani et découvre aussi le trafic d'organes du médecin. Peu de temps après, Shivani se réveille de son coma et ne se souvient pas de Raj et le temps qu'elle a passé avec lui, comme un fantôme. Raj, déçu, décide de faire sa connaissance à nouveau: il la trouve dans un restaurant et se présente.

## Fiche technique
- Réalisateur : Vivek Agrawal
- Scénario : Suresh Nair
- Script : Vivek Agrawal
- Dialogue : Niranjan Iyengar
- Producteur : Arjun Rampal et Mehr Jesia
- Musique : Vishal Dadlani et Shekhar Ravjiani
- Photographie : Ashok Mehta
- Parolier  : Vishal Dadlani
- Costumes : Manish Malhotra
- Date de sortie : 29 décembre 2006
- Durée : 122 minutes
- Pays : Inde
- Langage : Hindi, allemand

## Distribution
| Acteur/actrice  | Rôle                                 |
| --------------- | ------------------------------------ |
| Arjun Rampal    | Raj Jaiswal                          |
| Vipasha Agarwal | Shivani Dutt                         |
| Sonali Kulkarni | Kuljeet Kapoor                       |
| Chunky Pandey   | Akshay Kapoor                        |
| Boman Irani     | Dr. Patnaik                          |
| Sophie Choudry  | Dilnaz Boga                          |
| Kirron Kher     | Mme. Dutt                            |
| Michael Maloney | Inspector John Smith                 |
| Shahrukh Khan   | Apparition spéciale dans Subah Subah |
| Hrithik Roshan  | Apparition spéciale dans Subah Subah |